# Линотопска река
Линотопската река (на гръцки: Ρέμα Λινοτοπίου) е високопланинска река в Егейска Македония, Гърция, десен приток на река Бистрица (Алакмонас).

## Описание
Реката извира от Грамос северно под връх Огуро (1593 m) - географската граница между Македония и Епир, и тече на север. Минава през котловината, в която са развалините на изоставеното влашко село Линотопи, чието име носи. Тук приема големия си ляв приток Стани Ламбру. Продължава на север и се влива в Бистрица (в района наричана Белица) като десен приток между изоставеното село Въртеник и изоставеното село Загар.